# Epidendrum schlimii
Epidendrum schlimii är en orkidéart som beskrevs av Heinrich Gustav Reichenbach. Epidendrum schlimii ingår i släktet Epidendrum och familjen orkidéer. Inga underarter finns listade i Catalogue of Life.